# Fönsterlucka

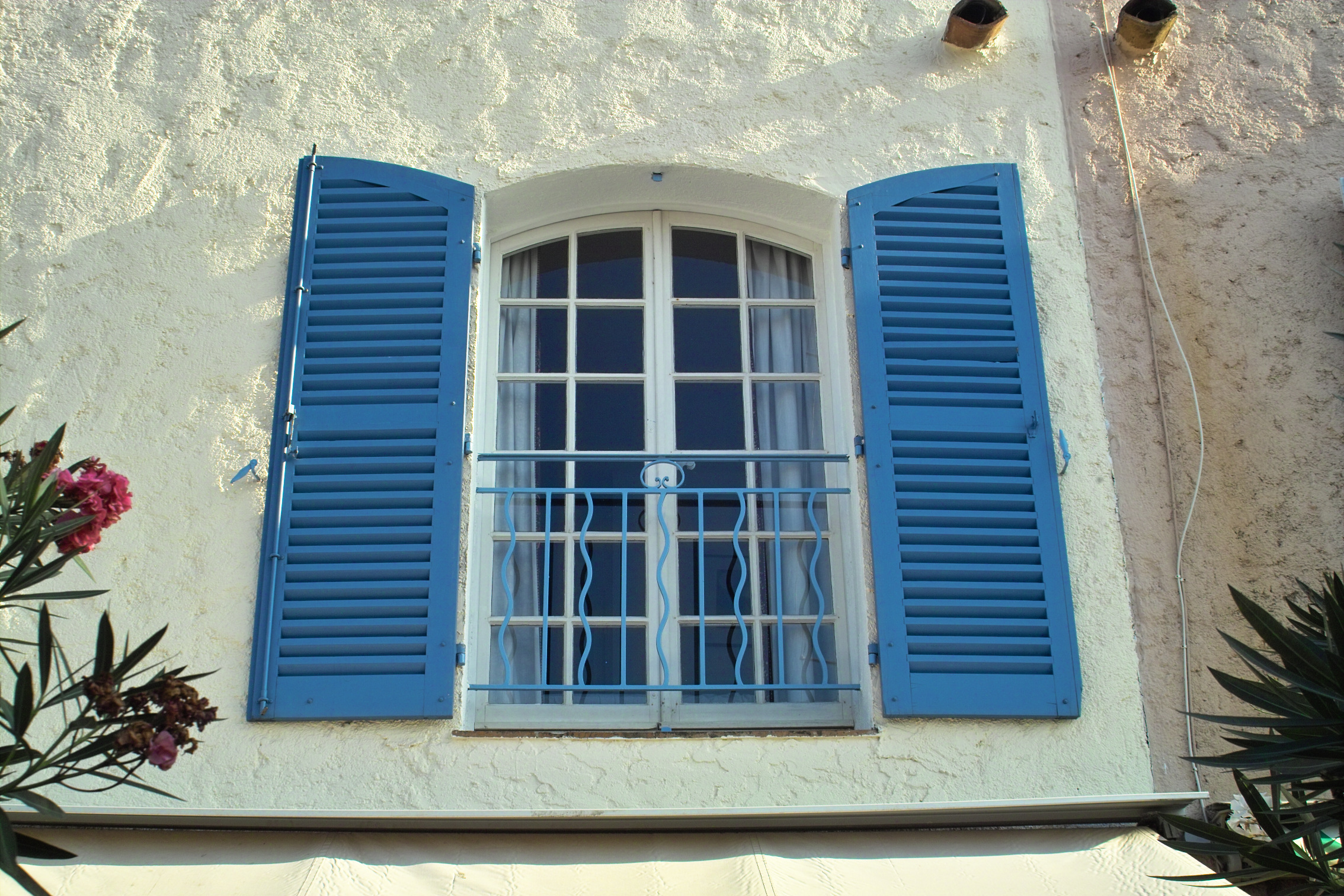
Traditionella franska fönsterluckor

Fönsterlucka är en lucka som är fäst vid ett fönster varvid man reglerar insyn genom fönsterluckans stängda läge. Fönsterluckor skyddar mot solljus och strålningsvärme men också mot dåligt väder samt försvårar inbrott. Det förekommer både utvändiga och invändiga fönsterluckor. Fönsterluckor är vanliga i bland annat fransk arkitektur och i andra medelhavsländer. De nutida fönsterluckorna är oftast anpassade som uttryck av dekoration av husets fasad.
För att stänga ute strålningsvärmen från solen så stänger man luckorna på den sidan som solen lyser. På den/de sidor som solen inte lyser så öppnar man fönstren för att släpp ut värmen. Sedan gäller det att man är med, när solen rör sig så stänger man luckorna i nästa väderstreck och öppnar följaktligen luckorna och fönsterna på den sidan där solen lyste förut. Det är viktigt att inte öppna fönstren på den sidan som solen lyser, för då släpper man in värmen och fönsterluckorna fyller därmed ingen funktion